# Domnall Gerrlámhach
Domnall Gerrlámhach (mort en 1135), également connu sous le nom de  Domnall Gerrlámhach Ua Briain, Domnall mac Muirchertaig, et Domnall Ua Briain, est un obscur dynaste Uí Briain du XIIe siècle qui fut roi de Dublin. Domnall est l'un des deux fils de Muirchertach Ua Briain, Ard ri Erenn d'Irlande.
Le père de Domnall l'impose comme roi de Dublin à la fin du XIe siècle et au début du XIIe siècle ce qui suggère qu'il devait être son héritier présomptif. Bien que Domnall remporte une remarquable victoire en défendant le royaume de Dublin contre les attaques du
Leinster en 1115, il échoue à consolider les succès de son père. Après son expulsion définitive de Dublin par Toirdelbach Ua Conchobair, roi de Connacht, et la mort de son père, Domnall disparaît des sources jusqu'à sa mort en 1135 en laissant peut-être deux fils.

## Contexte
Domnall est l'un des deux fils connus de l'Ard ri Erenn Muirchertach Ua Briain, (mort en  1119); l'autre est dénommé  Mathgamain (mort en 1129). Domnall appartient à la famille Uí Briain, une lignée issue des  Dál gCais, c'est un descendant de l'éponyme Brian Bóruma mac Cennétig, l'Ard ri Erenn mort en 1014. La mère de Domnall est Derb Forgaill, une fille de Lethlobar Ua Laidcnén, roi d'Airgíalla. Les Annales de Tigernach du XIVe siècle donne à Domnall l'épithète de gerrlámhach ("bras-cours") ce qui semble indiquer si l'on prend le terme dans son sens littéral qu'il souffrait de quelques sortes d'infirmités.
Muirchertach Ua Briain était l'un des trois fils de Toirdelbach Ua Briain, Ard ri Erenn (mort en 1086), un homme qui s'assure le contrôle du royaume de Munster au cours des années 1060 avant de s'imposer comme Ard ri Erenn d'Irlande dans la décennie suivante. En 1075, par un acte de suzeraineté envers le royaume de Dublin, Toirdelbach Ua Briain nomme Muirchertach Ua Briain roi de Dublin, suivant le précédant institué par Diarmait mac Mail na mBo, roi de Leinster (mort en 1072), un précédent prétendant à la royauté suprême d'Irlande qui en avait fait de même pour son propre fils aîné, Murchad (mort en 1070), en 1052. Quand Toirdelbach Ua Briain meurt en 1086, ses fils se disputent âprement la royauté de Munster avant que Muirchertach Ua Briain ne lui succède après s'être assuré du titre pour lui. Vers 1091, ce dernier semble s'être emparé de Dublin, avant de le perdre face à  Godred Crovan, le roi des Îles (mort en 1095), qui le réunit avec le royaume des Îles. Le règne de Gofraid en Irlande est bref, et Muirchertach Ua Briain le chasse de Dublin dès 1094. Après la mort de Gofraid l'année suivante, Muirchertach Ua Briain nomme l'un de ses neveux, Domnall mac Tadg Ua Briain (mort en 1115), comme Roi des Îles. L'influence d'Uí Briain sur les Îles est elle-même très courte, car Domnall mac Taidc est apparemment contraint à quitter la région, et Magnus III de Norvège (mort en 1103) prend le contrôle non seulement des Îles, mais peut-être aussi de Dublin, avant de tomber dans un combat en Ulster en 1103. Plus tard, en 1111, Domnall mac Taidc reprend temporairement le royaume des Îles en s'opposant ainsi à son oncle. Les conditions dans lesquelles Domnall mac Taidc est chassé des Îles demeurent obscures, bien qu'il ait pu être expulsé par les hommes des Îles eux-mêmes, et qu'il ait préféré revenir en Irlande pour mettre à profit la rapide détérioration de la santé de Muirchertach Ua Briain.

## Roi de Dublin
En 1114, le pouvoir du désormais gravement malade Muirchertach Ua Briain commence à décroitre. La royauté de Munster est temporairement saisie par le demi-frère de Muirchertach Ua Briain, Diarmait Ua Briain (mort en 1118). La trace d'une donation à l'église cathédrale de Dublin, dans laquelle Domnall se nomme  "Roi d'Irlande", permet d'envisager l'hypothèse qu'il réclame la royauté de nouveau. En fait le Livre de Mac Carthaigh précise que Domnall est imposé dans la royauté de Dublin par son père 1114. Bien que les problèmes de Muirchertach Ua Briain s'estompent avec la mort de Domnall mac Tagd en 1115, dans la même année les co-rois de Leinster; Donnchad mac Murchada (mort en 1115) et Conchobar Ua Conchobair Failge, roi des Uí Failge (mort en 1115) mettent à profit son déclin, et tentent de prendre le contrôle de Dublin en mettant en œuvre un important assaut de la cité. En fait le père et le grand-père de Domnall avaient exclu le royaume de Leinster de la suzeraineté sur Dublin depuis les 40 dernières années. De plus, Conchobar était non seulement un adversaire permanent du père de Domnall, mais Donnchad possédait plusieurs liens avec le royaume de Dublin en ayant notamment épousé la sœur de Domnall mac Tagd, en était un prétendant à titre personnel et à celui de ses père et grand-père; Murchad et Diarmait mac Maíl na mBó; qui avaient détenu ce royaume au cours de leurs propres règnes.
On ignore quand  Domnall obtient originellement le royaume de Dublin. Son père l'a peut-être intronisé lorsqu'il a accédé au titre d'Ard ri Eren, ou peut-être après l'expulsion de Gofraid Crován en 1094;bien qu'il ne soit pas impossible que  Domnall mac Tagd soit installé comme roi à cette époque. Il existe une autre possibilité: que Domnall ait été nommé roi peu après sa victoire sur les hommes du Leinster; peut-être après l'accident de santé de son père en 1114; ou très peu après sa défense victorieuse de Dublin. Quelle que soit l'hypothèse retenue, il est patent que la royauté de  Domnall indique que
Muirchertach Ua Briain était le troisième prétendant au titre d'Ard ri Erenn à tenter d'imposer son successeur présomptif à la royauté de Dublin.
Bien que Muirchertach Ua Briain se soit suffisamment rétabli  pour reprendre le pouvoir au Munster au cours de l'année, Dublin est reprise
par un parent de Donnchad qui est son successeur dans le Leinster: Diarmait mac Énnai Mac Murchada, qui meurt là en 1117. Pendant ce temps le pouvoir de Muirchertach Ua Briain continuait à s’affaiblir alors que l'autorité de Toirdelbach Ua Conchobair , roi de Connacht (mort en 1156) montait en puissance. En 1118, selon plusieurs sources, comme les Annales de Loch Cé, les  Annales des quatre maîtres, le Chronicon Scotorum, et les Annales de Tigernach, Toirdelbach Ua Conchobair prend le contrôle de Dublin. En fait, la dernière source spécifie qu'il expulse Domnall de la royauté, ce qui implique pour toutes, que Domnall avait ressaisi le royaume après la mort de Diarmait mac Énna en 1117. Bien que cette source indique que des  otages du Leth Cuinn (c'est-à-dire la moitié nord de l'Irlande) sont récupérés à Dublin par Toirdelbach Ua Conchobair, une précision qui indique que peut-être Domnall s'employait à préserver son pouvoir sur les royaumes du nord tenus fermement sous la suzeraineté de son père, à son apogée le père de Domnall a été l'un des plus puissants souverains des Uí Briain, et Domnall a été incapable d'appuyer son accomplissement. La victoire de Domnall à  Dublin marque le commencement de la fin de la domination du Munster sur le royaume Gall Gàidheal de Dublin. Avant que le frail Muirchertach Ua Briain ne meurt finalement en 1119, il est contraint de résigner le royaume de Munster en faveur de son demi-frère. Quand ce dernier meurt en 1118, Toirdelbach Ua Conchobair partage le royaume de Munster entre Tadc Mac Carthaig qui reçoit le royaume de  Desmond, et les fils de  Diarmait Ua Briain dans le royaume de  Thomond. Domnall est alors exclu de la royauté.

## Mort et postérité
Domnall disparait ensuite des sources jusqu'à sa mort, à un âge avancé à Lismore, relevée par les
Annales des quatre maîtres en 1135. L'entrée des annales le décrit un « seigneur du Leinster pendant quelque temps », ce qui démontre qu'il a tenté à une époque de s'emparer du Leinster. Les Annales de Tigernach semble également relever la mort de Domnall, bien que l'entrée le présente comme un petit-fils de Muirchertach Ua Briain. Longtemps après en 1157, Muirchertach MacLochlainn , roi du Cenél nEógain (mort en 1166), un prétendant au titre d'Ard ri Eren
, envahit le Munster alors partagé et contraint à la soumission Diarmait Mac Carthaig, et ensuite expulse Toirdhelbach mac Diarmata Ua Briain; le fils de l'oncle de  Domnall, Diarmait Ua Briain et le remplace par un autre dynaste Uí Briain, Conchobar mac Domnaill Uí Briain, roi d'Ormond. Ce dernier est surement un frère de Lughaid mac Domnaill Uí Briain qui est tué lors de la bataille de Móin Mhór en 1151. Les deux hommes; Conchobar et Lughaid peuvent avoir été des fils de Domnall lui-même, bien qu'un autre candidat à cette paternité soit envisageable en la personne de son cousin germain, Domnall mac Tagd.

## Articles liés
- Royaume de Dublin
- Leinster